# Valeria Parra Telegina
Valeria Parra Telegina (27 ottobre 2005) è una nuotatrice artistica spagnola.

## Palmarès

### Coppa del Mondo
- 1 podio
  - 1 secondo posto (1 nella gara a squadre)